# برایس (آریزونا)
برایس (به انگلیسی: Bryce) یک منطقهٔ مسکونی در ایالات متحده آمریکا است که در شهرستان گرهم، آریزونا واقع شده‌است. برایس ۲٫۱۸ کیلومتر مربع مساحت و ۷۳۰ نفر جمعیت دارد و ۸۶۱٫۰۷ متر بالاتر از سطح دریا واقع شده‌است.